# Elizabeth Ferris
Elizabeth Ferris (n. 19 noiembrie 1940, Bridgwater, Anglia, Regatul Unit – d. 12 aprilie 2012, Londra, Anglia, Regatul Unit) a fost o săritoare în apă ce a reprezentat Regatul Unit al Marii Britanii și al Irlandei de Nord, medaliată olimpică. A participat la o ediție a Jocurilor Olimpice (1960) în care a câștigat o medalie de bronz.

## Participări
Lista de mai jos prezintă principalele competiții la care a participat Elizabeth Ferris de-a lungul carierei.
- diving at the 1960 Summer Olympics – women's 3 metre springboard[*]